# Rimu Matsuoka
Rimu Matsuoka (japanisch 松岡 瑠夢 Matsuoka Rimu; * 22. Juli 1998 in Tama, Präfektur Tokio) ist ein japanischer Fußballspieler.

## Karriere
Matsuoka erlernte das Fußballspielen in der Jugendmannschaft vom FC Tokyo. Die U23-Mannschaft des Vereins spielte in der dritten japanischen Liga, der J3 League. Bereits als Jugendspieler absolvierte er 2016 zehn Drittligaspiele. Im April 2017 wechselte er in die Universitätsmannschaft der Keiō-Universität. Seinen ersten Profivertrag unterschrieb er im Februar 2021 beim Tochigi SC. Der Verein aus Utsunomiya spielt in der zweiten Liga des Landes, der J2 League. Sein Zweitligadebüt gab er am 28. Februar 2021 im Heimspiel gegen Fagiano Okayama.  Hier stand er in der Startelf und wurde in der 62. Minute gegen den Brasilianer Juninho ausgewechselt. Für Tochigi bestritt er 27 Zweitligaspiele. Zu Beginn der Saison 2023 unterschrieb er in Kumamoto einen Vertrag beim ebenfalls in der zweiten Liga spielenden Roasso Kumamoto.